# René de Genas
Pour les articles homonymes, voir Genas (homonymie).
René de Genas est un seigneur de Beaulieu, né à Valence, le 5 janvier 1642, aîné des enfants de Paul de Genas et de Madeleine-Alexandrine Estezet. Il décède au château de Genas à Cléon d'Andran le 24 août 1742.

## Famille
La famille de Genas, éteinte depuis la fin du XVIIIe siècle, tire son origine du Dauphiné, près de Lyon.

## Biographie
Né à Valence le 5 janvier 1642, René de Genas est le fils de Paul de Genas et de Madeleine Estezet, petit fils de Marguerite de Saulces et de Blaise de Genas.
Entré de bonne heure dans la carrière des armes, René de Genas est garde du corps du roi, compagnie de Rochefort, lorsqu'il obtient, le 25 août 1673, une lieutenance dans les chevau-légers de Beaujeu . Devenu lieutenant de roi à Montélimar, deux ans après, il échange en 1677 cette charge contre celle de lieutenant de roi à Valence. Il reçoit la croix de Saint-Louis, le 5 mai 1741, c'est-à-dire âgé de quatre-vingt-dix-neuf ans, et meure quelque mois plus tard.
René de Genas est un collectionneur et un érudit. Pithon-Curt, après avoir raconté qu'il vécut presque sans infirmités jusqu'à la fin de sa vie, dit qu'il .« avoit l'esprit très orné, faisant des remarques dans ses lectures, principalement sur les médailles, entendant très bien le latin et la plupart des langues de l'Europe ». L'inventaire qui fut dressé après sa mort nous apprend qu'il laisse quantité de choses curieuses : tableaux de famille mais aussi toute une collection de bric-à-brac composant son cabinet de curiosité. Celui comprend de nombreux ouvrages anciens d'auteurs grecs et latins, une belle collection numismatique (la suite complète des empereurs romains, plus de 700 médailles et monnaies en or, argent et bronze de tous pays, la médaille frappée par ordre de Louis XI à son aïeul François de Genas, des objets de "sorcellerie" (un crapaud de cuivre, une pierre de Cobra, quatre olives et sept lentilles venant de Judée du jardin du prophète Elisée...).

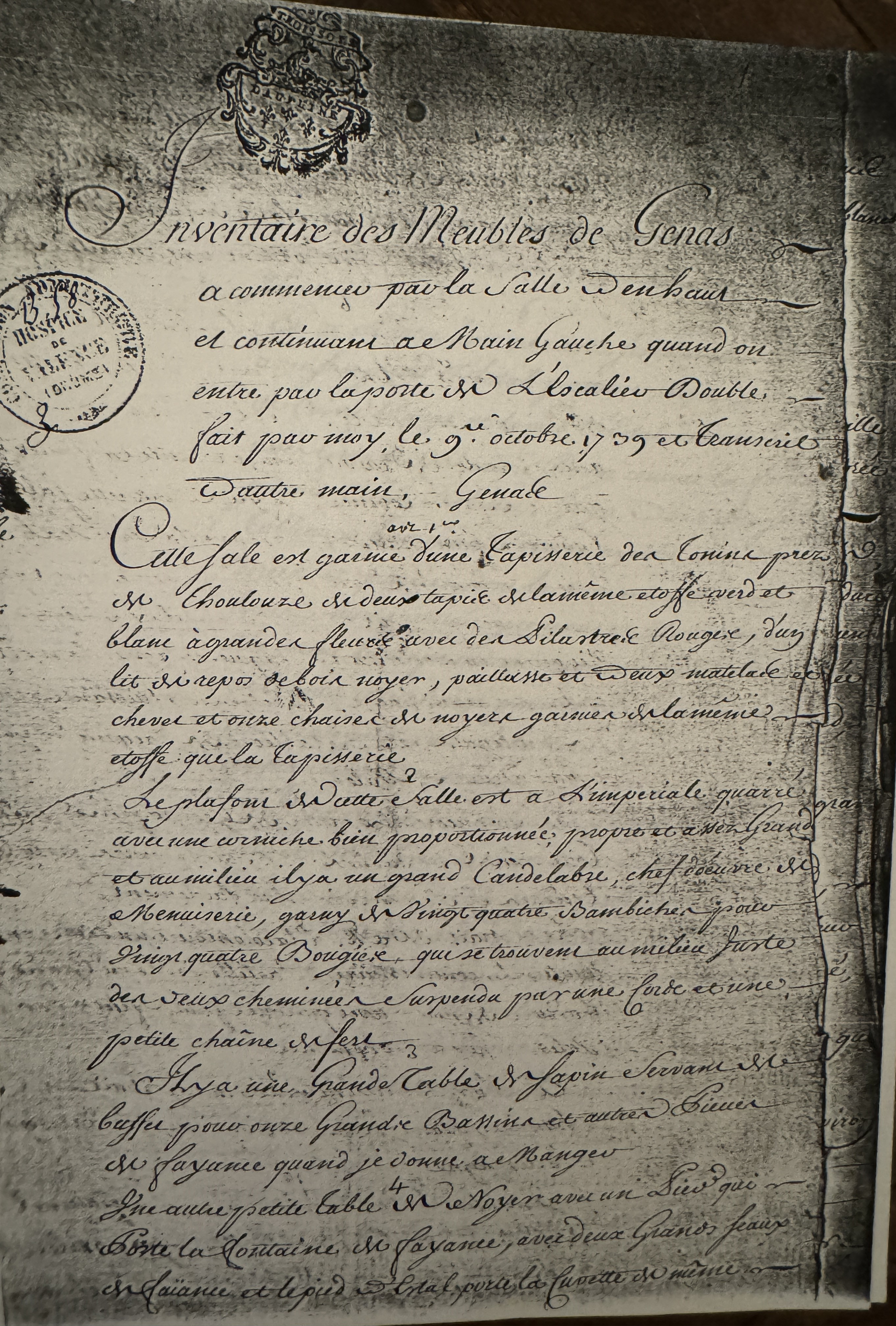
Inventaire des meubles René de Genas

Il fit ses preuves de noblesse en 1666 et les renouvela en 1696. Dans une lettre datée du 21 janvier 1698, il écrit à son cousin de Puyredon que l'enquête a été si sévère à Valence que presque tous les nobles y sont taxés, "excepté luy et trois ou quatre autre tant seulement".
N'ayant pas été marié, René de Genas lègue par testament, en date du 1er mai 1739, tous ses biens y compris ses collections, à un de ses neveux, Christophe de Genas, avec substitution au profit d'un autre neveu, Jean-Pierre de Genas, baron de Vauvert. Le 29 mars 1768, ce dernier vend à Jean-Jacques Maurice Raynaud de Genas, son gendre, conseiller du Roi et juge au présidial de Nîmes, tous ses droits sur la succession de René de Genas, lequel mourût sans enfant mâle. Conformément au testament de René de Genas en l'absence d'héritier mâle, l'hôpital de Valence fait valoir ses droits sur la succession. À la suite d'un accord passé le 28 mai 1781 entre l'hôpital de Valence et Jean-Jacques Maurice Raynaud de Genas, l'hôpital de Valence recueille le château de Genas à Cléon d'Andran ainsi que d'autres biens immobiliers près de Valence, alors que celui-ci garde le mobilier, les archives familiales et notamment tout le cabinet de curiosité.